# Mauricio Sabillón
Mauricio Alberto Sabillón Peña (né le 11 novembre 1978 à Quimistán dans le département de Santa Bárbara au Honduras) est un ancien footballeur hondurien, qui évoluait en tant que défenseur.